# Domingo Arturo García
Domingo Arturo García Carrera (Monterrey, Nuevo León; 29 de octubre de 1936-Ibidem; ca. 5 de abril de 2019) fue un locutor de radio mexicano de ascendencia cubana con casi sesenta años de trayectoria en la radio. Está considerado uno de los pilares fundamentales de la radio neoleonesa y un innovador de la Frecuencia Modulada.

## Trayectoria
A los dieciséis años entró al mundo de la radio como operador de consola en la XEH Radio Tárnava, gracias al apoyo de Raúl Alvarado Ortiz y Joaquín Iglesias Romero.
En 1959 el ingeniero Constantino de Tárnava vendió la estación a Mario Quintanilla, personaje emblemático de los medios electrónicos, quien consideró que Domingo Arturo tenía las cualidades para ser programador y le permitió participar como locutor comodín en el resto de sus estaciones y en los canales 3 y 10.
En 1967 participó en XEACH radio 1590 en Radiorama de México combinando su trabajo como locutor en XEOK radio 920 y XHSP FM Radio Monterrey, hasta el 24 de febrero de 1983.
Su necesidad de renovarse lo llevó a dar un giro de 180 grados e iniciar una nueva etapa en la Frecuencia Modulada, fue así como el 1 de marzo de 1983 nació La Invasora Norteña, una estación con música grupera pionera en F.M. Como programador se nombró a Domingo Arturo de Peluche, su hijo, el 28 de mayo de 1990.
El 14 de septiembre de ese mismo año, Emilio López Silva lo llevó a la XEOK radio Acir, donde inició su programa sabatino Noche no te vayas que posteriormente pasó a llamarse La onda feliz. La gente ha tenido además, la oportunidad de conocerlo como conductor de televisión en el canal 7 de Cadereyta y en el Canal 28 TVNL, en Serenata, programa romántico nocturno y como colaborador de Vida Plena con Luisa Vidal.
Fue presidente de la Asociación Nacional de Locutores de Nuevo León de 2003 a 2006.
Su fallecimiento fue anunciado en los medios de comunicación el 5 de abril de 2020, tenía ochenta y tres años en el momento del deceso.